# Juraj Biankini
Juraj Biankini (Stari Grad na Hvaru, 30. kolovoza 1849. – Split, 27. ožujka 1928.) bio je hrvatski preporodni političar i novinar. Brat je hrvatskog liječnika Ante Biankinija i poznatog hrvatskog agronoma Petra Luke Biankinija.

## Životopis
Rodio se u Starom Gradu na Hvaru. Jedna je od vodećih osoba u Dalmaciji na političkoj pozornici 1870-ih. Politički je bio u nekoliko faza: prva je bila narodnička (1871. – 1892.), gdje je mnogo pridonio borbi za hrvatski jezik. Bio je među istaknutim vođama Narodne stranke kao što su: Mihovil Pavlinović, Miho Klaić, Šime Ljubić, Juraj Biankini, Lovro Monti, Natko Nodilo, Kosta Vojnović. Na izborima 1882. kad je po prvi put je izabrana hrvatska uprava grada Splita, Biankini je bio među zaslužnim hrvatskim političkim prvacima zaslužnim za hrvatstvu vraćenom Splitu: Luka Botić, Vid Morpurgo, Juraj Biankini, Natko Nodilo, Gajo Bulat, Dinko Politeo, Mihovil Pavlinović i dr.
Nakon sukoba s oportunistima u stranci, uslijedila je nova faza. pravaška (1892. – 1905.), kad je osnovao Hrvatski klub (s Kažimirom Ljubićem) kojim je djelovao u Dalmatinskom saboru, izašao iz Narodne stranke. Do ujedinjenja pravaša predstavljao je treću granu pravaša na jugu hrvatskih prostora. Hrvatski je klub okupljao nezadovoljnike iz Narodne stranke koji su istupili tri mjeseca nakon potpisivanja trgovinskog ugovora s Italijom. Sve je puklo 1892. godine. Povod je bio negativni ishod glasovanja u Dalmatinskom saboru o novim čitankama za pučke škole. U tim je čitanka namjerno zatajeno hrvatsko ime. Tad su šestorica radikalnijih narodnjačkih zastupnika na čelu s Jurjem Biankinijem, istupila iz saborskog Kluba Narodne hrvatske stranke. Osuđivali su narodnjake zbog popuštanja dualizmu, izbjegavanja govora o sjedinjenju Dalmacije s Banskom Hrvatskom te zbog priznavanja srpskoga nacionalnog imena u Hrvatskoj. Biankini je surađivao s hrvatskim političarima iz Istre Matkom Laginjom i Vjekoslavom Spinčićem te se zalagao za trijalizam, kao i Prodan. Na polaganju kamena temeljca za Starčevićev dom, u lipnju 1894., Biankini je izjavio da je njegov Hrvatski klub član Stranke prava. Nakon toga bila su otvorena vrata povezivanju svih triju struja, unatoč znatnim razlikama među njima. Tim činom osnovana je jedinstvena Stranka prava u Dalmaciji. 
Pojava politike novog kursa ostavila je traga i na njemu. Privukla ga je 1903., a pristupio joj je kad su se ujedinili Narodna hrvatska stranka i Stranka prava (njen liberalno pravaški krug, onaj iz Splita koji je bio oko Ante Trumbića) u Hrvatsku stranku. Nakon balkanskih ratova upao je kao brojni hrvatski političari u jugoslavenski integralizam, romantično zanesen idejom o unitarnom narodnom jedinstvu Južnih Slavena, poglavito idejom hrvatsko-srpskog jedinstva. Kada se razočarao u Kraljevinu SHS, počeo je razmišljati da se ta država organizira kao složena višenacionalna država. 
Bio je zastupnikom u Dalmatinskom saboru od 1881. a u Carevinskom vijeću od 1892. godine. Zastupnički mandat nije proveo kao "dizač ruku" niti kao spavač u sinekuri, nego je bio vrlo aktivan. Poznat je bio po brojnim, dugim i oštrim govorima, interpelacijama i zahtjevima. Nije govorio "u prazno", nije se držao politike nezamjeranja, nego je oštro govorio protiv vlade.
Uređivao je zadarski Narodni list, a kad nije mogao zbog boravka izvan Zadra uređivati, mijenjao ga je Vinko Kisić. S Biankinijem kao urednikom Narodni je list izlazio samo na hrvatskom jeziku, za razliku od prijašnje prakse kad je izlazio i na talijanskom i djelimice na hrvatskom.
Od utemeljenja udruge Jadranska straža pa do svoje smrti, Biankini je bio njezin predsjednik.